# Kwak Ji-min
Ji-min Kwak, född 13 februari 1985, är en sydkoreansk skådespelare.

## Filmografi
- 2003 - Yeogo goedam 3: Yeowoo gyedan
- 2004 - Samaritan Girl
- 2005 - Redeu-ai